# Agnäs
Agnäs är en småort i Bjurholms kommun, Västerbottens län, belägen vid Öreälven.
Arkeologiska undersökningar vid "Gammstrana" har fastslagit att Agnäs haft bofast befolkning sedan början av 1400-talet.
I byn finns en lanthandel, vintersportanläggning och stugby.
Agnäs största arbetsplats är Norra Skogsägarnas stolpfabrik med ett 10-tal anställda.

## Sevärdheter
- Rågberget, med vy över byn och Öreälven. Även platsen för byns vintersportanläggning "Agnäsbacken".
- Klangvägen, en vandringsled kantad av ljudkonstverk.
- Storforsen i Öreälven (cirka 4 kilometer nedströms byn).
- "Gammstranna", utgrävning av medeltida bosättning.
- Fågeltornet vid Kälkvattsängets viltvatten (cirka 4 km från byn).

## Föreningar
- Byaföreningen "Agnäs Bästa". Äger bl.a. bagarstuga som finns för uthyrning.
- Idrottsklubben "Agnäs IK". Underhåller Elljusspår, Hockeyrink, Terrängbana och Fotbollsplan. Klubben arrangerade tidigare årligen skidtävlingen "Rågbergsrundan".
- Agnäs EFS.
- Agnäs Byamän.
- Viltvårdsområdet "Agnäs VVO".